# Ursula Biemann
Ursula Biemann (* 8. September 1955 in Küsnacht) ist eine Schweizer Videokünstlerin, Kuratorin und Autorin. In ihrer Arbeit beschäftigt sie sich mit Fragen der Mobilität von Menschen, Ressourcen sowie den Folgen der globalen Erwärmung.

## Leben
Biemann wuchs in der Nähe von Zürich auf. Ihre künstlerische Ausbildung machte sie in Boston, Mexiko und New York, wo sie unter anderem bei dem Kunsthistoriker Benjamin Buchloh studierte. 1986 schloss sie ihren Bachelor of Fine Arts an der School for Visual Arts, New York, ab. Im Anschluss war sie Teilnehmerin im Whitney Independent Study Program (ISP) in New York.
Von 1995 bis 1998 war sie Direktorin und Kuratorin der Shedhalle Zürich. Sie lehrte von 2000 bis 2003 an der Hochschule für Kunst und Design (HEAD) in Genf und unterrichtete und forschte von 2002 bis 2014 am Institut für Theorie der Zürcher Hochschule der Künste. 2009 wurde Biemann mit dem Prix Meret Oppenheim und 2018 mit dem Prix Thun für Kunst und Ethik ausgezeichnet.
Sie ist Mitglied des internationalen medialen und künstlerischen Forschungsprojekts World of Matter, das sich mit den komplexen Ökologien von Materialien (z. B. Wasser, Öl, Baumwolle) beschäftigt.

## Werk

### Forest Law
In ihrem Film Forest Law von 2014, welchen sie in Zusammenarbeit mit dem brasilianischen Künstler Paulo Tavares realisierte, beschäftigt sich Biemann eingehend mit den Folgen der Öl- und Bergbauindustrie im ecuadorianischen Amazonas-Regenwald und folgt dabei den indigenen Bewohnern von Sarayacu, die erfolgreich gegen die geplante Ölförderung geklagt haben. Die Arbeit verhandelt legale, ökologische, kosmologische und wissenschaftliche Dimensionen der globalen Erwärmung und Anthropozäns. Wichtige Referenz für diese Videoarbeit ist unter anderem das Buch Der Naturvertrag von Michel Serres.

## Filmografie
- 1999: Performing the Border
- 2000: Writing Desire
- 2001: Remote Sensing
- 2003: Europlex
- 2004: Contained Mobility
- 2005: Black Sea Files
- 2006–2009: Sahara Chronicle
- 2009: X-Mission
- 2012: Egyption Chemistry
- 2013: Deep Weather
- 2014: Forest Law
- 2015: Subatlantic
- 2016: Twenty one Percent
- 2018: Acoustic Ocean
- 2021: Forest Mind
- 2022: Devenir Universidad

## Veröffentlichungen (Auswahl)

### Kataloge
- Ursula Biemann: Mission Reports – Artistic Practice in the Field – Video Works 1998–2008, Arnolfini Gallery, 2008, ISBN 978-0907738916.
- Ursula Biemann Mission Reports Künstlerische Praxis im Feld. Videoarbeiten 1999–2011, Verlag für moderne Kunst, 2011, ISBN 978-3869843049.
- Forest Mind. On the Interconnection of All Life, Spector books 2022, ISBN 9783959056816.

### Als Herausgeberin
- Stuff it: the video essay in the digital age, Edition Voldemeer, 2003, ISBN 978-3211203187.